# Eduard Arning
Eduard Christian Arning (ur. 9 czerwca 1855 w Manchesterze, zm. 20 sierpnia 1936 w Monachium) – niemiecko-brytyjski lekarz dermatolog i wenerolog.
Studiował w Heidelbergu i Strasburgu, gdzie w 1879 uzyskał tytuł doktora medycyny, następnie był asystentem w Strasburgu u Adolfa Kussmaula i w Berlinie u Oskara Lassara. Od 1884 do 1886 prowadził badania nad trądem na Hawajach. W 1887 w Hamburgu habilitował się z dermatologii i wenerologii. W 1919 został profesorem na Uniwersytecie w Hamburgu.
Arning podczas pobytu na Hawajach na zaproszenie króla Kalākaua przeprowadził eksperymenty na tubylczej ludności, w kolonii trędowatych w Molokaʻi. Zdjęcia zarażonych przez Arniga trądem Hawajczyków znajdują się dziś w Hawaiian Historical Society Library w Honolulu i w Hamburgisches Museum für Völkerkunde w Hamburgu. W 1886 został odznaczony Królewskim Orderem Kapiolani.